# Gibercourt
Gibercourt ist eine französische Gemeinde mit 37 Einwohnern (Stand 1. Januar 2022) im Département Aisne in der Region Hauts-de-France (vor 2016 Picardie). Sie gehört zum Arrondissement Saint-Quentin, zum Kanton Ribemont und zum Gemeindeverband Val de l’Oise.

## Geografie
Die Gemeinde Gibercourt liegt auf halbem Weg zwischen den Städten Saint-Quentin und Tergnier. Nachbargemeinden von Gibercourt sind Essigny-le-Grand im Norden, Hinacourt im Osten, Ly-Fontaine im Südosten, Remigny im Süden sowie Montescourt-Lizerolles im Westen. Die autobahnartig ausgebaute Straße D 1 von Saint-Quentin nach Soissons folgt der alten Heerstraße des Systems Chaussée Brunehaut und bildet die westliche Gemeindegrenze von Gibercourt.

## Bevölkerungsentwicklung
| Jahr                       | 1962 | 1968 | 1975 | 1982 | 1990 | 1999 | 2011 | 2021 |
| Einwohner                  | 60   | 46   | 39   | 37   | 33   | 37   | 47   | 38   |
| Quellen: Cassini und INSEE |      |      |      |      |      |      |      |      |

## Sehenswürdigkeiten

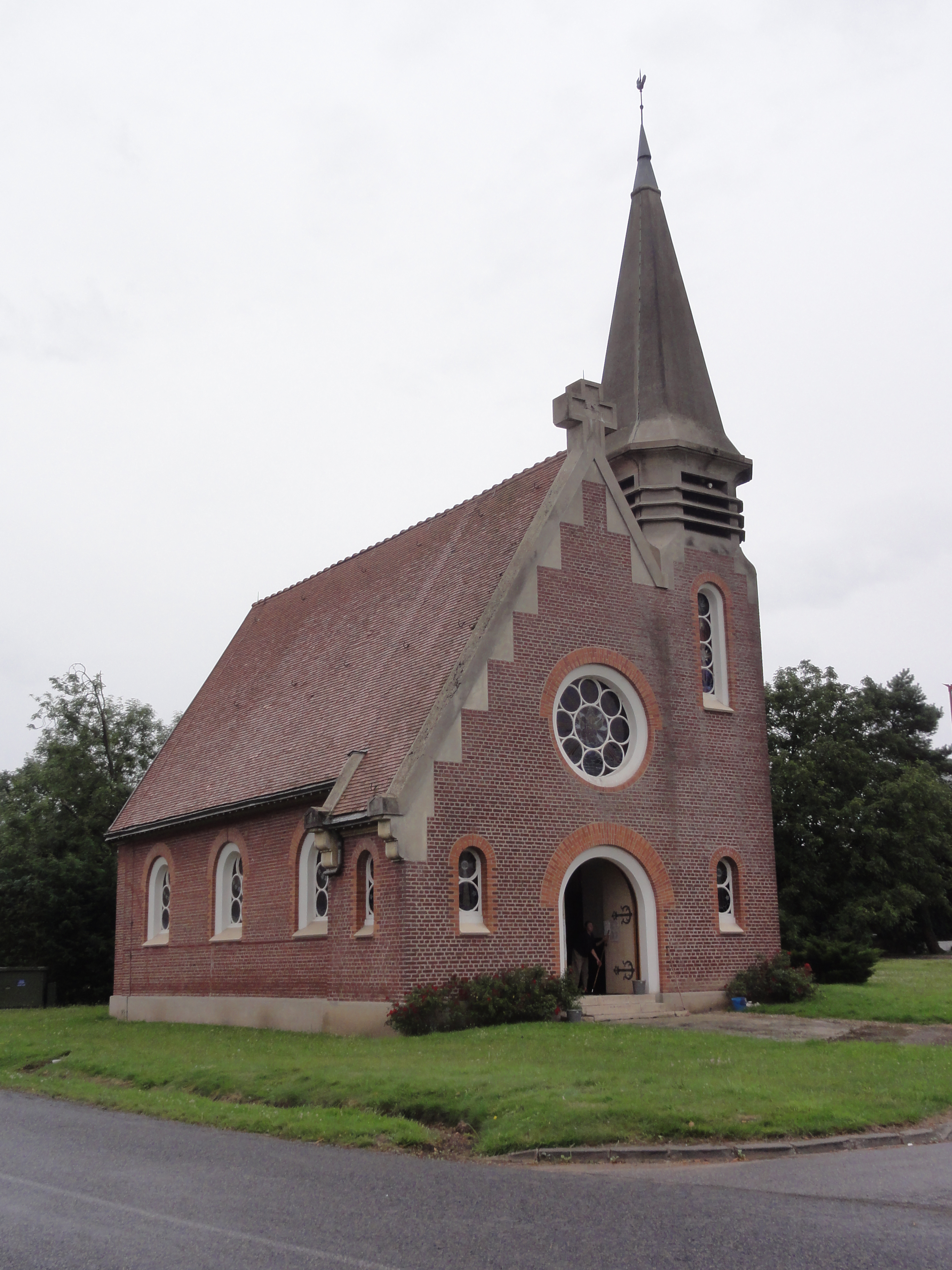
Kirche Saint-Quentin
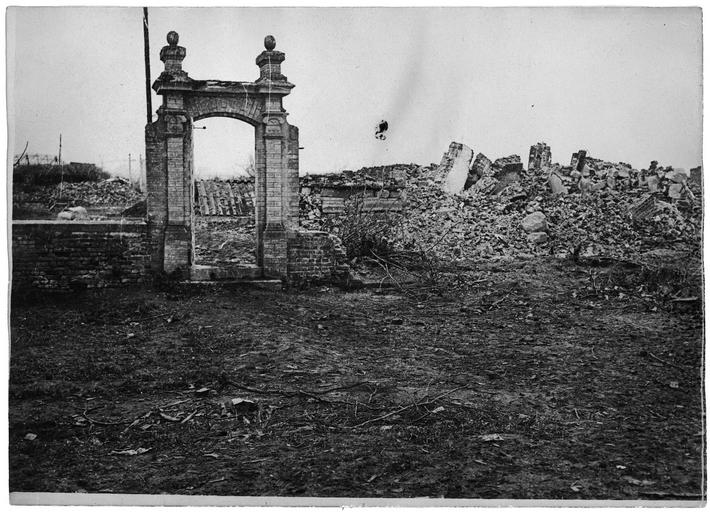
Schloss Gibercourt

- Kirche Saint-Quentin
- Zerstörungen am Schloss 1917